# زاغ‌های کوهی
زاغ‌های کوهی سرده‌ای از پرندگان در خانواده کلاغان است. این سرده دو گونهٔ زاغ نوک‌زرد و زاغ نوک‌سرخ را در بر می‌گیرد که در مناطق کوهستانی جنوب اورآسیا و شمال آفریقا سکونت دارند.
بدن زاغ به رنگ سیاه و پاهای آن سرخ‌رنگ است. تک‌همسرند و زوج تا آخر عمر به یکدیگر وفادار می‌مانند. غذای اصلی آن‌ها بی‌مهرگان است و در کنار آن (به‌ویژه در زمستان) از سبزیجات و منابع غذایی سکونتگاه‌های انسانی استفاده می‌کنند.
بحری، عقاب طلایی و شاه بوف مهمترین دشمنان طبیعی این حیوان می‌باشند و غراب معمولی هم جوجه‌های آن‌ها را شکار می‌کند. در اسپانیا زاغ‌های نوک‌سرخ علاقه دارند تا در کنار اجتماعات دلیجه کوچک لانه‌سازی کنند، چرا که حضور در کنار این شاهین‌های حشره‌خوار امنیت بیشتری را برای آنان فراهم می‌آورد.
در ادبیات فارسی، به زاغ کوچک، زاغَک گفته می‌شود.

## ویژگی‌های جسمی
| ویژگی                                                                         | زاغ‌نوک‌سرخ                                      | زاغ نوک‌زرد                                     |
| ----------------------------------------------------------------------------- | ---------------------------------------------- | ---------------------------------------------- |
| وزن                                                                           | ۲۸۵–۳۸۰ گرم                                    | ۱۹۱–۲۴۴ گرم                                    |
| عمر                                                                           | ۳۰۰ سال                                        | ۳۰۰ سال                                        |
| بال                                                                           | ۲۴۹–۳۰۴ میلی‌متر                                | ۲۵۰–۲۷۴ میلی‌متر                                |
| دُم                                                                            | ۱۲۶–۱۴۵ میلی‌متر                                | ۱۵۰–۱۶۷ میلی‌متر                                |
| ساق پا                                                                        | ۵۵–۵۹ میلی‌متر                                  | ۴۱–۴۸ میلی‌متر                                  |
| طول نوک                                                                       | ۴۱–۵۶ میلی‌متر                                  | ۳۱–۳۷ میلی‌متر                                  |
| رنگ نوک                                                                       | سرخ                                            | زرد                                            |
| نما در پرواز: زاغ نوک‌سرخ پرهای انگشتی ژرف‌تر و دم کوتاهتری از زاغ نوک‌زرد دارد. | alt = پرواز زاغ‌نوک‌سرخ بر خلاف جهت باد از نیمرخ | alt = پرواز زاغ‌نوک‌زرد بر خلاف جهت باد از نیمرخ |